# エジプト考古学博物館
座標: 北緯30度02分52秒 東経31度14分00秒 / 北緯30.047778度 東経31.233333度
エジプト考古学博物館（エジプトこうこがくはくぶつかん）は、エジプトの首都カイロにある国立の考古学博物館。エジプト博物館とも呼ばれる。通称カイロ博物館。年中無休。収蔵点数は20万点にものぼる。
館内には、ツタンカーメン王の王墓から発掘された黄金のマスク、黄金の玉座をはじめ、カフラー王座像、ラムセス2世のミイラなど、古代エジプトの至宝が展示されている。

## 歴史
- 1858年にエジプト考古局の初代長官に就任したフランス人考古学者、オギュスト・マリエットは、国外への流出が激しかった遺跡からの出土品の管理を進めた。出土品の収蔵は進み、やがて博物館へと姿を変えた。
- 1902年に現在の建物に移った。博物館には、マリエットの功績をたたえてレリーフが飾られているほか、博物館前庭にはマリエット本人が葬られ銅像が建てられている。
- 2011年エジプト騒乱では、略奪者が侵入した[1]。その後、盗品が発見された[2]。
- 2013年8月に発生したムスリム同胞団と治安部隊との衝突を受け、エジプト考古省は2013年8月14日から一時閉鎖措置をとっている[3]。
- 老朽化しており、ギーザで建築中の大エジプト博物館に展示物が引き継がれる予定。

## ギャラリー

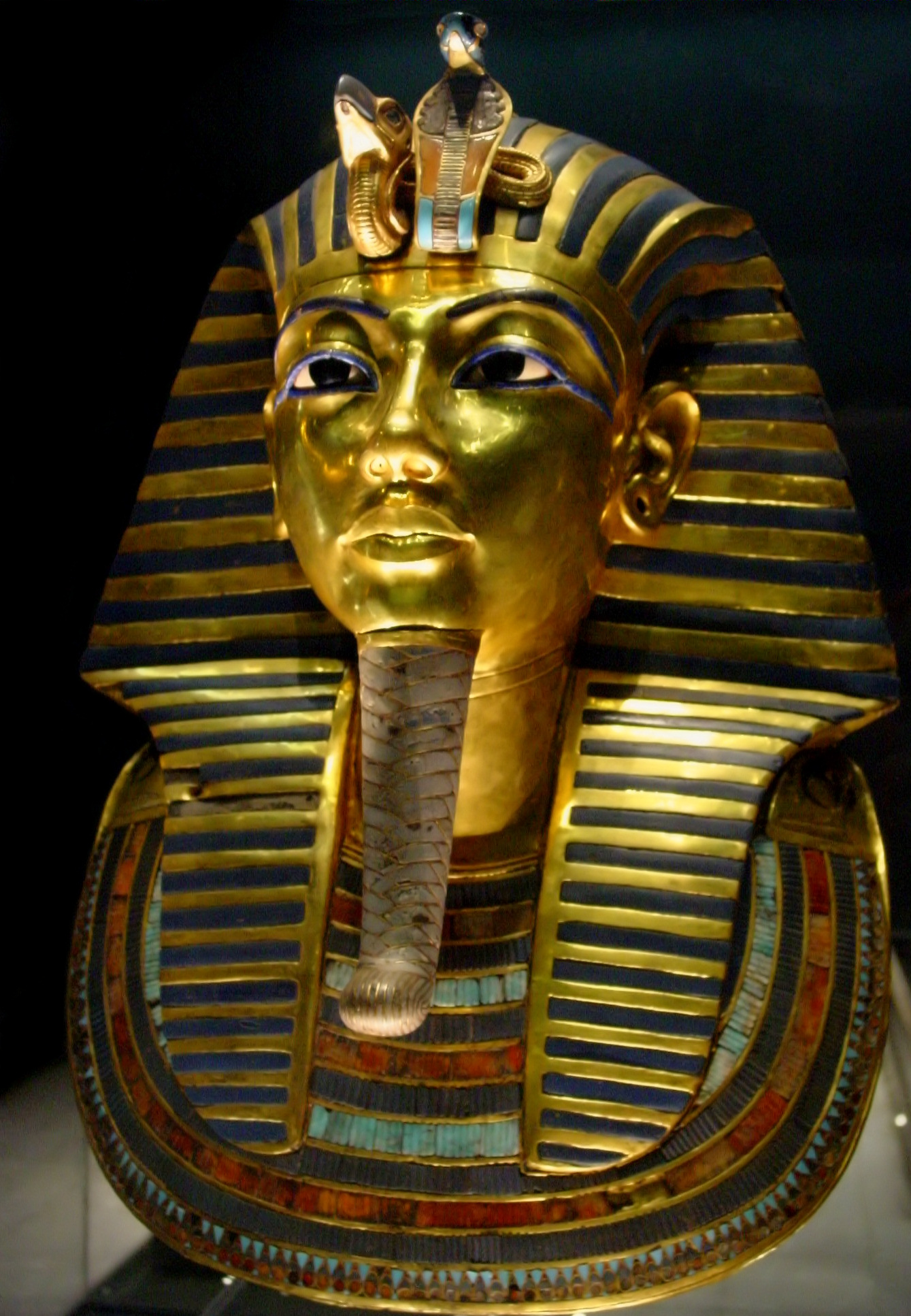
11キロの純金で構成されるツタンカーメンのマスク
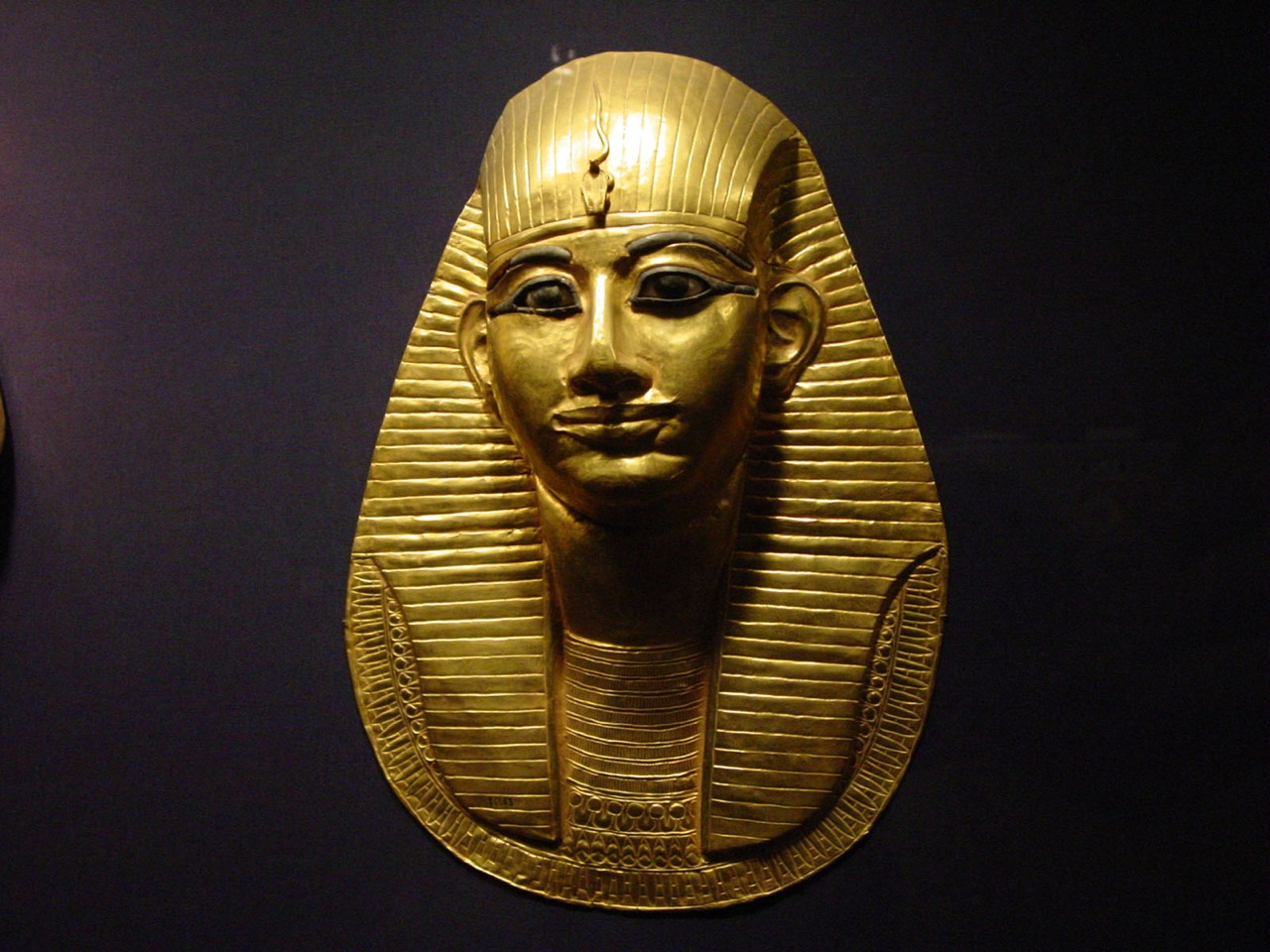
エジプト第21王朝 Amenemope 王の墓マスク
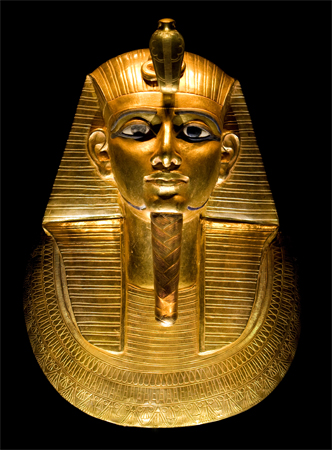
Psusennes I のミイラマスク
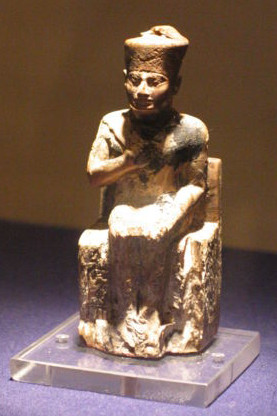
クフ王の像
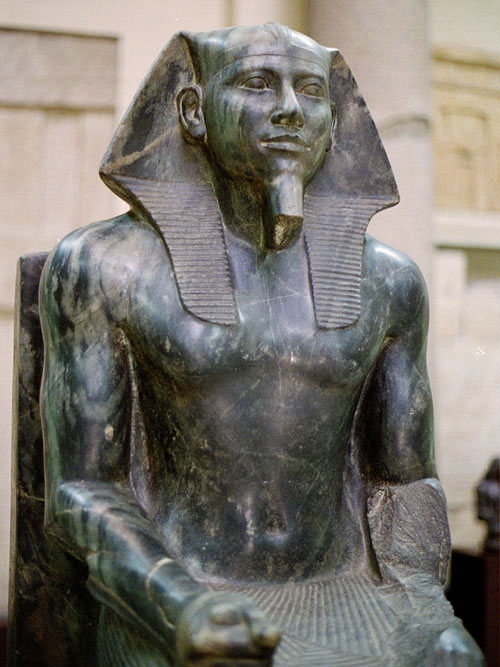
カフラーの像
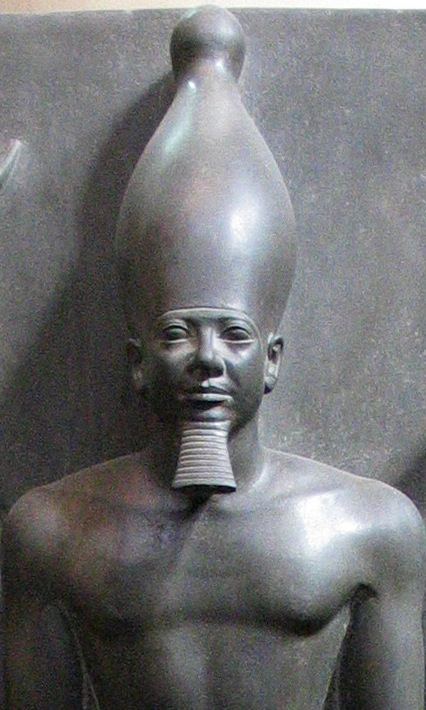
メンカウラーの像
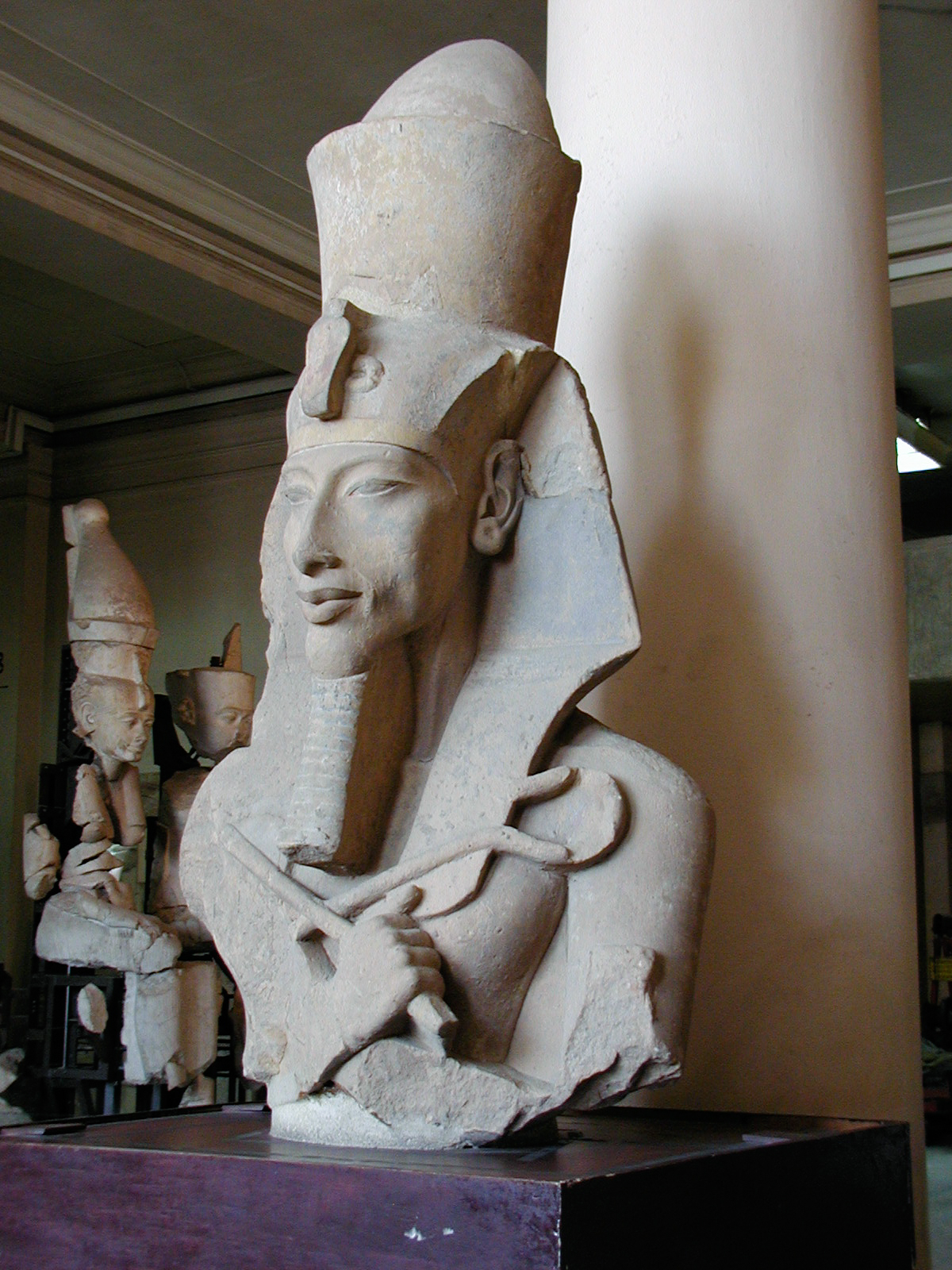
アメンホテプ4世のバスト
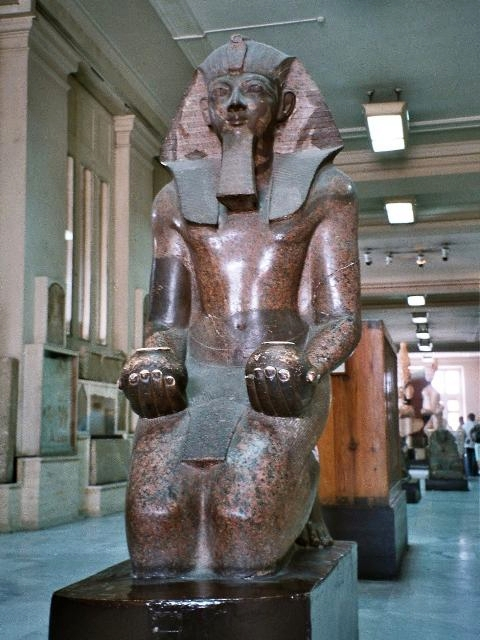
トトメス3世の像
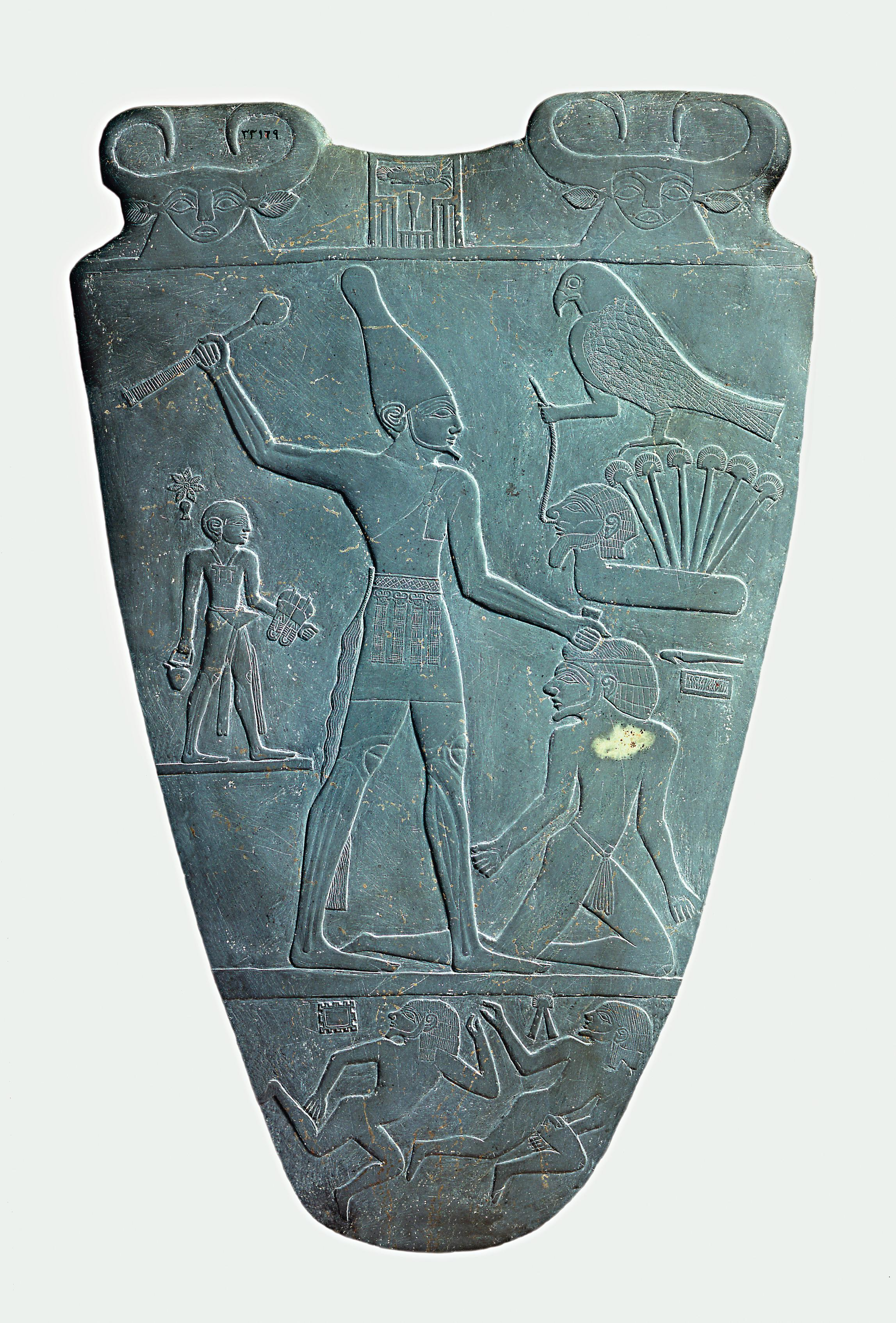
ナルメル王のパレット（英語版）
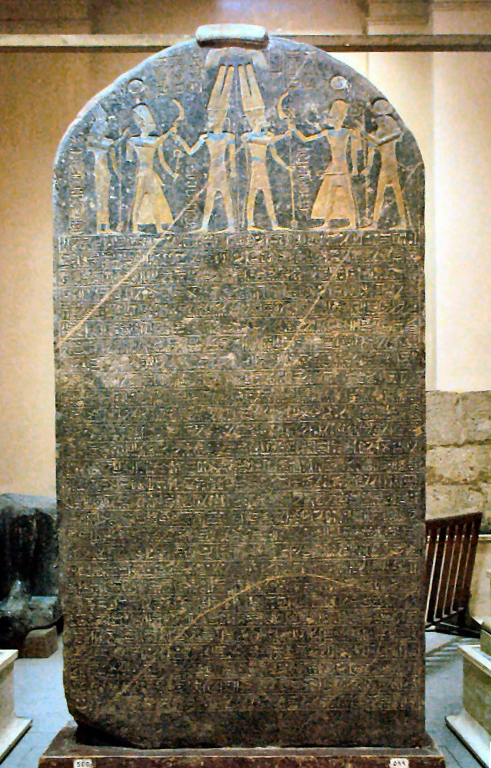
メルエンプタハ石碑（英語版）
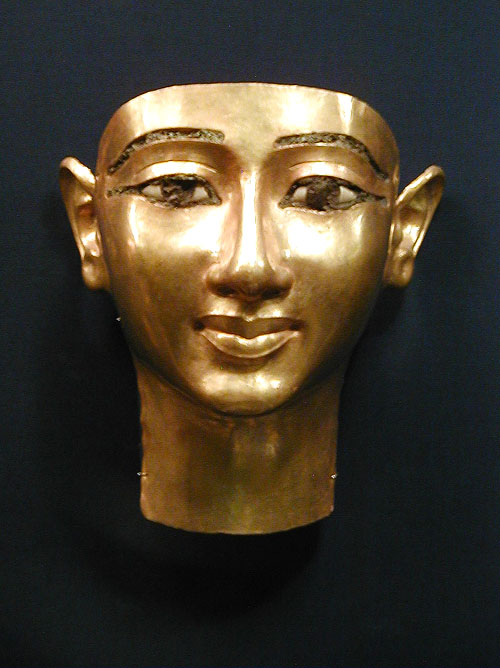
Wendjebauendjed のマスク